# Parler (social network)
Parler (/ˈpɑːrlər/, dal francese parler, parlare) è un servizio di rete sociale e microblogging statunitense lanciato nell'agosto 2018. 

## Descrizione
Una base significativa di utenti è composta da sostenitori di Donald Trump e da conservatori, cospirazionisti ed estremisti di destra. I post sul servizio contengono spesso contenuti di estrema destra, antisemitismo e teorie del complotto come QAnon. I giornalisti hanno descritto Parler come un'alternativa a Twitter e tra gli utenti vi sono quelli banditi dai principali social network o che si oppongono alle loro politiche di moderazione.
Parler si propone come piattaforma per la "libertà di parola" e un'alternativa imparziale ai social network mainstream come Twitter e Facebook. Giornalisti e utenti ne hanno tuttavia criticato alcune politiche sui contenuti più restrittive di quanto la società ritrae, talvolta più di quelle dei suoi concorrenti. Alcuni utenti di sinistra sono stati banditi da Parler per aver sfidato i punti di vista prevalenti sul sito, criticato Parler o creato account parodistici.
Parler non ha divulgato pubblicamente le identità dei suoi proprietari oltre al fondatore John Matze. Rebekah Mercer, un'investitrice nota per i suoi contributi a individui e organizzazioni conservatrici, è cofondatrice della società e il commentatore politico conservatore Dan Bongino ha affermato di essere uno dei proprietari. Secondo la società, a novembre 2020 il servizio contava circa 4 milioni di utenti attivi e oltre 10 milioni di utenti totali. L'attività degli utenti ha raggiunto il picco dopo le elezioni presidenziali negli Stati Uniti d'America del 2020.
A seguito delle proteste al Campidoglio degli Stati Uniti d'America, che sarebbero state coordinate su Parler, l'8 gennaio 2021 Apple ha informato i dirigenti di Parler che l'app mobile sarebbe stata rimossa dall'App Store entro 24 ore se non fosse migliorata la politica di moderazione. Durante la stessa giornata Parler è stato rimosso da Google Play e dai server di Amazon andando offline.

## Storia
Parler è stato fondato nel 2018 da John Matze e Jared Thomson a Henderson, in Nevada. Dopo che il Wall Street Journal ha riportato nel novembre 2020 che l'investitrice conservatrice Rebekah Mercer aveva finanziato Parler, Mercer ha dichiarato in un post Parler di aver "avviato Parler" con Matze, e la CNN ha indicato Mercer come co-fondatrice della società. Matze è l'amministratore delegato dell'azienda e Thomson il direttore tecnico. Entrambi hanno frequentato l'Università di Denver, assieme ad altri membri di Parler.

## Aspetto e caratteristiche
Parler è un servizio di microblogging che è sia un sito web che un'app. Il nome era originariamente destinato ad essere pronunciato come nella lingua francese (/pɑːrleɪ/, PAR -lay), ma ora è pronunciato come la parola inglese "parlor" (/pɑːrlər/, PAR -ler). È disponibile sull'App Store di Apple ed era precedentemente disponibile sul Play Store di Google. Gli utenti che registrano un account possono seguire altri utenti. A differenza di Twitter, il feed dei post - chiamati "Parleys" o "Parlays" - dagli account seguiti appare a un utente cronologicamente, invece che attraverso un processo di selezione basato su algoritmi. I post su Parler sono limitati a 1.000 caratteri di lunghezza e gli utenti possono "votare" o "echeggiare" i post di altri utenti che seguono, funzioni che sono state paragonate alle funzioni "mi piace" e "retweet" di Twitter. Nella piattaforma è incorporata anche una funzione di messaggistica diretta, che consente agli utenti di contattarsi privatamente. I personaggi pubblici vengono contrassegnati con un badge dorato e gli account parodia con uno viola. Chiunque verifica la propria identità fornendo un documento d'identità con foto rilasciato dal governo durante la registrazione viene identificato con un badge rosso. Parler chiama i propri utenti "Parleyers".
Parler è stato descritto da Forbes nel giugno 2020 "come un Twitter nudo". Lo stesso mese, Fast Company ha scritto che Parler era "ben progettato e organizzato", notando anche il suo aspetto simile a Twitter. The Conversation ha descritto il servizio nel luglio 2020 come "molto simile a Twitter nell'aspetto e nelle funzioni, anche se più rumoroso". La CNN ha detto che Parler assomiglia a un "mashup di Twitter e Instagram".